# Fatima, Portugalska
Fátima (portugalska izgovorjava: [ˈfatimɐ] ()) je mesto v občini Ourém in okrožju Santarém v osrednji regiji Portugalske, s 71,29 km² površine in 13.212 prebivalci (2021). Istoimenska civilna župnija obsega več vasi in krajev, med katerimi je največje mesto Fátima.
Civilna župnija je bila stalno povezana z Gospo iz Fátime, nizom Marijinih prikazovanj iz leta 1917, ki so jim domnevno bili priča trije lokalni pastirji v Cova da Iria. Katoliška cerkev je pozneje te dogodke priznala kot »verovanja vredne«. Na kraju prikazanja so leta 1919 zgradili majhno kapelico in postavili Marijin kip. Kapela in kip sta bila od takrat zaprta v svetišču Naše Marije v Fatimi, kompleksu svetišč z dvema manjšima bazilikama. Znotraj in okoli svetišča so skozi desetletja gradili tudi pripadajoče objekte za romarje, vključno s hotelom in zdravstvenim centrom. Mesto je postalo pomembna mednarodna destinacija za verske turiste, saj letno sprejme med 6 in 8 milijonov romarjev.

## Zgodovina

### Izvor imena
Ime mesta in župnije je prevod arabskega imena Fátima (فاطمة Fāṭimah). Po tradicionalni pripovedi naj bi bilo Fátima ime mavrske princese, ki so jo ugrabili vitez Gonçalo Hermigues in njegovi tovariši. Hermigues jo je odpeljal v majhno vasico v hribih Serra de Aire v nedavno ustanovljeni Kraljevini Portugalski. Fatima se je zaljubila v svojega ugrabitelja in se odločila spreobrniti v krščanstvo, da bi se z njim poročila. Bila je krščena in dobila krščansko ime Oureana. Vendar pa ime kraja spominja na princesino prvotno arabsko ime in ne na njeno krščansko.

### Marijina prikazovanja in "sončni čudež"
Župnija je bila ustanovljena leta 1568, ko jo je priključil kolegiat Ourém (portugalsko Colegiada de Ourém). Več stoletij je večina vaščanov redila črede ovac in bila odvisna od samooskrbnega kmetovanja.
Od 18. stoletja je Fátima povezana z dogodki, povezanimi z Marijinimi prikazovanji. Prvo domnevno prikazovanje sega v sredino 18. stoletja v Ortigi, danes v četrti Fátime, ko se je po ljudskem verovanju Devica Marija prikazala mladi, nemi pastirici in prosila za eno od njenih ovc, zaradi česar je deklica spregovorila v odgovor. Ta dogodek naj bi spodbudil nastanek svetišča Marije Ortiške leta 1758, kar je leta 1801 spodbudilo papeža Pija VII., da je podelil odpustek vsem romarjem, ki so obiskali Marijino svetišče.
Kasneje v zgodnjem 20. stoletju se je zgodil podoben dogodek, v katerem so trije lokalni otroci, Lúcia dos Santos in njena bratranca, Francisco in Jacinta Marto, domnevno videli videnje ženske, znane kot Gospa iz Fátime, odkar katoliška cerkev verjame, da je Devica Marija. 13. maja 1917 so otroci, medtem ko so čuvali ovce svojih družin v Cova da Iria, prvič trdili, da so videli prikazen »gospe, oblečene v belo«, ki je svetila v močni svetlobi.
Trije pastirji so bili rojeni v Aljustrelu, majhnem zaselku približno 1 kilometer od Fátime. Na zahodu, v bližini Aljustrela, je Loca do Cabeço, manjše strnjeno naselje skalnatih izdankov, kjer se je leta 1916 trem otrokom dvakrat prikazal angel. Otroci so trdili, da so Marijino prikazovanje videli šestkrat; rekli so, da bo zadnji 13. oktober 1917. Približno 70.000 romarjev je šlo na mesto zadnjega prerokovanega prikazovanja oktobra. Nekateri od njih so poročali o tem, kar imenujejo čudež sonca, medtem ko so nekateri opazovalci poročali, da se obnaša nenavadno.
Lokalni škof je raziskal dogodke in ugotovil, da so prikazovanja vredna verovanja. Mesto je bilo označeno s križem, ki so ga postavili domačini. Leta 1918 so zgradili majhno kapelico iz kamna in apnenca ter pokrito s ploščicami. Velikost je bila 3,3 metra krat 2,8 metra in visoka 2,85 metra. Postalo je središče Marijine pobožnosti in dobila imena, kot fé de Fátima, cidade da Paz ('vera Fátime, mesta miru') ali Terra de Milagres e Aparições ('Dežela čudežev in prikazovanj'). Fokus Fatime kot kraja za romanja miru se je razvil v drugi svetovni vojni, ko so bila Lucijina sporočila povezana s konfliktom.
Kapela je bila od takrat zaprta znotraj velike bazilike in svetišča, ki je del kompleksa, ki vključuje hotel in druge objekte. Leta 1930 je kip Marije v kapeli prikazovanj okronal Vatikan.
Francisco je umrl leta 1919, Jacinta pa leta 1920, med mednarodno pandemijo španske gripe. Lucia dos Santos je postala redovnica in živela do leta 2005. Oba, ki sta umrla mlada, je 13. maja 2000 beatificiral seznam ljudi, ki jih je za blažene razglasil papež Janez Pavel II., papež Frančišek pa ju je razglasil za svetnika 13. maja 2017, na stoto obletnico prvega prikazovanja.

### Kasnejši razvoj
Gradnja svetišča in stalni obiski romarjev so spodbudili lokalni razvoj. Poleg gradnje velikega svetišča, bazilike in svetišča kompleks vključuje hotel in druge objekte. Naselje Fátima je bilo 12. julija 1997 povišano v status mesta.
V začetku 21. stoletja so si številni prebivalci župnije (predvsem iz poslovnega sektorja) prizadevali, da bi Fátima postala neodvisna občina. Na projekt, ki ga je vodil Júlio Silva, inženir in nekdanji predsednik Junta de Freguesia (župnijskega sveta), je julija 2003 vložil veto predsednik Portugalske Jorge Sampaio.

## Geografija
Fátima je v osrednjem zahodu Portugalske. Na jugozahodu meji na São Mamede (Batalha) in Minde (Alcanena), na vzhodu na Pedrógão in Chancelaria (Torres Novas), na severu na Atouguio in Nossa Senhora das Misericórdias (Ourém) ter na Santa Catarino da Serra e Chainça (Leiria) do severozahod.
Župnija obsega naslednje kraje: Aljustrel, Alvaijar, Amoreira, Boleiros, Casa Velha, Casal Farto, Chã, Charneca, Cova da Iria, Eira da Pedra, Fátima, Giesteira, Lombo da Égua, Maxeira, Moimento, Moita Redonda, Moitas, Montelo, Pederneira, Poço de Soudo, Ramila, Vale de Cavalos in Valinho de Fátima.
Fátima leži na planoti na približno 356 metrih nadmorske višine in je na veliko višji nadmorski višini kot ostale župnije v Ourému. Ta planota predstavlja najsevernejši del apnenčastega masiva Estremadura, ki je nastal v srednji juri in ga zaznamujejo različne geološke formacije, vključno z vrtačami, uvalami in poljem (kot je Polje de Minde-Mata), pa tudi kraške jame, jame z stalaktiti in stalagmiti, poleg drugega. Kot taka ima Fátima geološke in kulturne podobnosti z naravnim parkom Serras de Aire e Candeeiros južno od nje.
Tla so značilno porozna, kar še poveča že tako nizko razpoložljivost vode poleti. In čeprav je padavin jeseni, pozimi in spomladi razmeroma veliko, je celotno rastlinstvo sredozemsko in dobro prilagojeno na sušo.
Med drevesi na tem območju prevladujejo predvsem črnika (Quercus rotundifolia), portugalski hrast (Quercus faginea), navadna jagodičnica (Arbutus unedo), krhlika (Rhamnus alaternus), mastika (Pistacia lentiscus), navadni lovor (Laurus nobilis) in oljka, drevesa, ki so vsa odporna tako na zimske ekstremne količine padavin kot na poletno sušo. Obstajajo tudi območja savane, pasovi zemlje, omejeni z zidovi iz razsutega kamna. Borovi in evkaliptusovi gozdovi so pogosti tudi na obrobju mesta.

## Podnebje
Fátima ima sredozemsko podnebje s toplim poletjem (Köppen Csb) na prehodu v vroče poletje (Csa).
Za podnebje so značilne obilne padavine pozno jeseni in pozimi, s približno 1150 milimetri letno, ter topla in suha poletja. Fátima ima precej več padavin kot druga bližnja mesta, deloma zaradi višje nadmorske višine, čeprav so padavine poleti bolj ali manj enake.
Pozimi se temperature gibljejo med 13 °C podnevi in 4 °C ponoči, pri čemer je januar najhladnejši mesec. Vlažne zračne mase, ki prihajajo iz S/SZ in pridejo v stik s planoto Fátima, so razlog za močno deževje v polovici leta z malo sonca. Rahle zmrzali so značilne od konca decembra do sredine februarja, temperature pa lahko občasno padejo do –4 °C.
Poletne temperature se gibljejo med 27 °C podnevi in 15 °C ponoči, vendar so precej nepredvidljive, saj lahko vplivi morskega sloja bližnjega Atlantika pogosto znižajo najvišjo temperaturo na približno 22 °C in nizke temperature z Iberskega polotoka lahko povzročijo, da temperature presežejo 35 °C. Temperature le redko presežejo 40 °C), ko pa se dvignejo, jih pogosto spremlja nizka vlažnost, ki lahko včasih povzroči neželene gozdne požare v okolici.
Mesto ima okoli 2600 sončnih ur letno. Sneg je redek, zadnji pomembni dogodki so bili v letih 2016 in 2013, oba 27. februarja.

## Gospodarstvo
Gospodarstvo mesta temelji na verskem turizmu, saj svetovna pobožnost skozi Fatimsko Gospo privablja milijone krščanskih romarjev. Domačini imajo številne trgovine in stojnice, namenjene prodaji verskih predmetov in spominkov. Poleg tega imajo obiskovalci koristi tudi storitve za turiste, hoteli, restavracije in druga maloprodaja. Druge gospodarske dejavnosti v regiji so: klesanje marmorja, žagarstvo, tesarstvo, gradbeništvo, trgovino in storitve.

## Verske stavbe
- Kapela Casal Farto (portugalsko Capela de Casal Farto)
- Kapela Lombo de Égua (portugalsko Capela de Lombo de Égua)
- Kapela Marijinega spočetja (portugalsko Capela da Amoreira/Capela de Nossa Senhora da Conceição)
- Cerkev Naše Gospe iz Livramenta (portugalsko Capela de Boleiros/Igreja de Nossa Senhora do Livramento)
- Cerkev svetega Antona (portugalsko Igreja Paroquial de Fátima / Igreja Paroquial de Santo António)
- Bazilika Svete Trojice (portugalsko Basílica da Santíssima Trindade), na drugi strani ploščadi svetišča je bazilika, neoklasicistična stavba z osrednjim stolpom visokim 65 m, ki so jo začeli graditi 13. maja 1928. Obdajajo jo stebrišča, ki jo povezujejo z obsežnimi stavbami samostana in bolnišnice. Znotraj bazilike so grobnice treh prič prikazovanj: Jacinta in Francisco Marto in Lúcia Santos. Cerkev Svete Trojice, ena največjih cerkva na svetu, je bila zgrajena v začetku 21. stoletja.
- Svetišče Fátima (portugalsko Santuário de Fátima)
- Kapela prikazovanj (portugalsko Capelinha das Aparições)
- Bazilika Rožnovenske Marije (portugalsko Basílica de Nossa Senhora do Rosário)
- Svetišče Marije Ortiga (portugalsko Santuário de Nossa Senhora da Ortiga)
- Župnijska cerkev Fátima (portugalsko Igreja Paroquial de Fátima)
- Valinhosov križev pot (portugalsko Via Sacra dos Valinhos)
- Kipi portugalskega angela (portugalsko Estátua do Anjo de Portugal) na Loca do Cabeço in na Poço do Arneiro (Arneirov vodnjak) v Aljustrelu
- Kapela Svetega Štefana Ogrskega (portugalsko Capela de Santo Estevão)
- Bizantinska kapela Marijinega vnebovzetja (portugalsko Capela Bizantina da Sagrada Dormição), prepoznavna po značilni čebulasti kupoli. Stoji v Domus Pacis, sedežu Modre vojske Naše Gospe iz Fátime. Uporablja ga lokalna ukrajinska grkokatoliška skupnost.

- Bazilika Svete Trojice je 5. največja rimskokatoliška cerkev na svetu
- Križev pot v Valinhosu
- Kalvarija v Fátimi na Portugalskem
- Župnijska cerkev Fátima
- Svetišče Marije Ortiga

## Kultura
Svetišče Marije Fatimske v Cova da Iria je glavni cilj vseh obiskovalcev. Vsako leto najmanj pet milijonov katoliških romarjev zapolni podeželske ceste, ki vodijo do marijanskega svetišča. Številke lahko dosežejo več sto tisoč 13. maja in 13. oktobra, najpomembnejših datumov prikazovanj v Fátimi.